# باشکوه (فیلم ۲۰۱۵)
باشکوه (انگلیسی: Shaandaar) فیلمی هندی در سبک کمدی رمانتیک است که در سال ۲۰۱۵ منتشر شد. از بازیگران آن می‌توان به شاهد کاپور، آلیا بهات، پانکاج کاپور، سانجای کاپور و کاران جوهر اشاره کرد.